# Sviatoslav Smirnov
Sviatoslav Smirnov (transliteración del cirílico ruso Святослав Смирнов (Moscú; 8 de enero de 1969 (56 años) es un barítono ruso.

## Carrera musical
Una vez acabada la carrera en el Conservatorio de Moscú participa en múltiples conciertos y espectáculos musicales. Poco tiempo después es invitado con interpretaciones por diferentes teatros europeos, tales como Teatro Alla Scala donde participa en espectáculos junto con Riccardo Muti. También en su repertorio: Germon en “La Traviata”, Marcel en “La Bohème”, Poza en “Don Carlos”, Escamillo en “Carmen”, Enrico en “Lucia di Lammermoor”, Conde de Luna en “Trovatore”, Valentin en “Fausto”, Onegin en “Eugenio Onegin”, Yeletski en “La Dama de Pique”. También interpreta Carmina Burana en Bonn, Stabat Mater de Carol Szymanowski en términos del Festival musical de Besanzón en Francia con Orquesta Nacional de la ciudad de Lion, Les Choefores de Darius Mille con Orquesta Nacional de la ciudad de Lille bajo la dirección del Jean-Claude Casadesus en el Teatro de Champs-Elysés en París junto con el maestro Mstislav Rostropóvich. Se ha invitado como participante en el concierto, dedicado al vigésimo aniversario de la Orquesta Nacional de Montpellier junto con estrellas de música e opera de todo el mundo. 
Repetidas veces interpreta Escamillo en diferentes teatros italianos. Participa en conciertos de La Opera de Montpellier. Es invitado a Inglaterra como participante en el Concierto dedicado al aniversario de Giuseppe Verdi, organizado por la Opera North. Interpreta en “Matrimonio Segreto” como el Conde Robinson en presentación de La Opera de Toulone en Francia, como Starec en “Enufe” en la presentación de La Opera de Tours en Francia, como Eugenio Onegin en La Opera de Rennes (Francia), como Oedipe en presentación mundial de la grabación de “OEdipe a Colone” compositor Antonio Saccini. Participa en el concierto dedicado al aniversario de Giuseppe Verdi en el Teatro Imperial Compiegne en Francia. Interpreta la parte principal de barítono en “La Vierge” de Massenet junto con Montserrat Caballé y Francoise Pollet bajo la dirección de Miguel Ortega en el Teatro Imperial Compiegne.